# Most na Gorušćici u Sinju
Most na rječici Gorušćici u gradiću Sinju, zaštićeno kulturno dobro.

## Opis dobra
Maleni most građen od grubo klesanog kamena, premošćuje Goručicu, pritok Cetine. Izgrađen je na periferiji Sinja. Ima jedan otvor polukružnog oblika i zidanu ogradu s kamenim poklopnicama. S nizvodne strane mosta, nad lukom koje je obrađen „bugnato“ klesancima ugrađena je ploča s godinom gradnje 1784. i natpisom iz kojeg se doznaje da ga je dao sagraditi mletački providur PAOLO EMILIO CANALI u svrhu unapređivanja trgovine.

## Zaštita
Pod oznakom Z-5030 zaveden je kao nepokretno kulturno dobro - pojedinačno, pravna statusa zaštićena kulturnog dobra, klasificirano kao "javne građevine".